# Nyayo National Stadium
Le Nyayo National Stadium est un stade de football et d'athlétisme situé près du centre-ville de Nairobi, au Kenya.
L'enceinte qui accueille les matches de l'AFC Leopards et du Sofapaka FC a une capacité de 30 000 places.

## Histoire
Il a été construit en 1983. Il comprend également un gymnase et une piscine de 50 m. Le stade a porté le nom de la marque Coca-Cola en février 2009 et aurait dû le porter pour trois ans mais n'a duré que trois mois car le gouvernement kényan souhaitait que le stade s'appelle aussi Nyayo. Le stade héberge les fédérations de football et d'athlétisme du Kenya.
Il a accueilli les Championnats d'Afrique d'athlétisme 2010 et les Championnats du monde d'athlétisme jeunesse 2017.